# Krążowniki typu Albany
Krążowniki rakietowe typu Albany były przerobionymi ciężkimi krążownikami typu Baltimore i Oregon City służącymi w US Navy. Wszystkie oryginalne nadbudówki i uzbrojenie zostały usunięte i zastąpione nowymi. Przebudowane okręty mają bardzo wysoką nadbudówkę.
USS "Albany" i USS "Chicago" zostały zmodernizowane w 1970, natomiast USS "Columbus" był pierwszą jednostką, która została wycofana ze służby (w 1975).

## Uzbrojenie
- 2 podwójne wyrzutnie rakiet typu Talos (zapas – 104 rakiety)
- 2 podwójne wyrzutnie rakiet typu Tartar (zapas – 84 rakiety)
- ośmioprowadnicowa wyrzutnia rakietotorped ASROC
- 2 działa 127 mm
- 2 trzyrurowe wyrzutnie torpedowe Mk 32 kalibru 324 mm dla torped przeciw okrętom podwodnym Mk 46

## Okręty tego typu
- CA-123/CG-10 "Albany" – wycofany w 1990
- CA-136/CG-11 "Chicago" – wycofany w 1991
- CA-74/CG-12  "Columbus" – wycofany w 1975